# Phyllobius vespertinus
Phyllobius vespertinus es una especie de escarabajo del género Phyllobius, familia Curculionidae. Fue descrita científicamente por Johan Christian Fabricius en 1792.
Se distribuye por Polonia, Alemania, Suecia, Reino Unido, Italia, Francia, Austria, Países Bajos, Noruega, Ucrania, Suiza, Checa, Dinamarca y Estonia.